# Takifugu vermicularis
Takifugu vermicularis és una espècie de peix de la família dels tetraodòntids i de l'ordre dels tetraodontiformes.

## Morfologia
- Els mascles poden assolir 30 cm de longitud total.
- Aleta anal de color blanc.[1][2]

## Hàbitat
És un peix marí i de clima temperat.

## Distribució geogràfica
Es troba a Àsia: des del Japó fins al mar de la Xina Oriental.

## Observacions
- És emprat a la medicina tradicional xinesa.[7]
- No es pot menjar, ja que és verinós per als humans.[8][1]